# Am Brunnen vor dem Tore

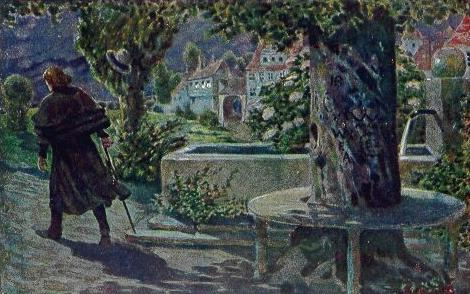
Carte postale illustrée par Hans Baluschek (1870-1935)

Am Brunnen vor dem Tore (littéralement « À la fontaine devant le portail ») est le premier vers d'un lied allemand, connu autant comme chanson populaire, que comme mélodie artistique.
Le titre original est Le Tilleul. Les paroles sont de Wilhelm Müller, et fait partie d'un cycle de poèmes que Müller nomma Le Voyage d'hiver. Franz Schubert a mis en musique ce cycle de poèmes sous le nom de Voyage d'hiver, et dans ce cadre, également Le Tilleul comme mélodie d'art. Dans la réécriture la plus connue et la plus populaire du morceau de Schubert par Friedrich Silcher, ce morceau est devenu une chanson populaire, sous le titre de son premier vers.

## Le poème de Müller
Wilhelm Müller publia tout d'abord le poème sous le titre « Le Tilleul » dans « Urania – Livre de poche pour 1823 », parmi les livres de poche ou almanachs, tels qu'on les aimait au début du XIXe siècle, et qui offraient plusieurs centaines de pages de poèmes, de récits et d'histoires. Le poème y formait le cinquième d'un cycle, nommé « Chants d'errance de Wilhelm Müller. Le voyage d'hiver, en 12 chants ». Le texte parut tel quel, édité par Christian G. Ackermann à Dessau, dans une suite étendue à 24 poèmes du « Voyage d'hiver », dédiée à Carl Maria von Weber, dans deux petits volumes nommés « Poèmes posthumes tirés des écrits d'un corniste ambulant » en 1824,.

### Le texte
Le tableau juxtalinéaire ci-dessous donne :
- Le numéro de strophe
- Le texte original du poème, vers par vers
- Sa prononciation en Alphabet Phonétique International (API)
- Une traduction sans prétention littéraire, mais cherchant à rendre le rythme du poème.

|   | Original                                                                                                 | API | Traduction |
| 1 | Am Brunnen vor dem Tore, Da steht ein Lindenbaum: Ich träumt’ in seinem Schatten So manchen süßen Traum. | [amˈbʁʊnənˌfoːɐdemˈtoːʁə] [daːˈʃteːtaɪ̯nˈlindənˌbaʊ̯m] [ɪçˈtʁɔɪ̯mtɪnˌzaɪ̯nəmˈʃatən] [zoːˈmançənˌzyːsənˈtʁaʊ̯m]  | À la fontaine devant la porte se tient un tilleul J'ai rêvé sous son ombre maint rêve délicieux                                  |
| 2 | Ich schnitt in seine Rinde so manches liebe Wort; Es zog in Freud und Leide Zu ihm mich immer fort.      | [ɪçˈʃnɪtɪnˌzaɪ̯nəˈʁɪndə] [zoːˈmançəsˈliːbəˌvɔʁt] [ɛsˌʦoːkɪnˈfʁɔɪ̯tʊntˈlaɪ̯də] [ʦuːˈiːmmɪçˈɪmɐˌfɔʁt]           | J'ai gravé dans son écorce Tant de mots chers et doux ; La joie comme la peine me ramenaient vers lui.                           |
| 3 | Ich mußt’ auch heute wandern Vorbei in tiefer Nacht, Da hab ich noch im Dunkel Die Augen zugemacht.      | [ɪçˈmʊstaʊ̯χˌhɔɪ̯təˈvandɐn] [foːɐ̯ˈbaɪ̯ɪnˈtiːfɐˌnaχt] [daːˈhapɪçˌnɔχɪmˈdʊŋkəl] [diːˈaʊ̯ɡənˈʦuːˌɡəmaχt]          | J'ai dû encore aujourd'hui traverser la nuit profonde Et j'ai fermé les yeux dans l'obscurité.                                   |
| 4 | Und seine Zweige rauschten, Als riefen sie mir zu: Komm her zu mir, Geselle, Hier findst Du Deine Ruh!   | [ʊntˌzaɪ̯nəˈʦvaɪ̯ɡəˈʁaʊ̯ʃtən] [alsˈʁiːfənˌziːmiːɐ̯ˈʦuː] [ˈkɔmheːɐʦuːˌmiːɐ̯gəˈzɛlə] [hiːɐˈfɪnts(t)duːˌdaɪ̯nəˈʁuː] | Et ses rameaux bruissaient Comme s'ils me disaient : Viens vers moi l'ami! Tu y trouveras ton repos.                             |
| 5 | Die kalten Winde bliesen Mir grad in’s Angesicht; Der Hut flog mir vom Kopfe, Ich wendete mich nicht.    | [diːˌkaltənˈvɪndəˈbliːzən] [miːɐ̯ˈgʁaːtɪnsˈanɡəˌzɪçt] [deɐˈhuːtfloːkˌmiːɐ̯fɔmˈkɔpfə] [ɪçˈvɛndetəˌmɪçˈnɪçt]   | Les vents froids me soufflaient en plein visage ; Arrachaient mon chapeau : Je ne me retournai pas                               |
| 6 | Nun bin ich manche Stunde Entfernt von jenem Ort, Und immer hör ich’s rauschen: Du fändest Ruhe dort.    | [nuːnˌbɪnɪçˈmançəˈʃtʊndə] [ˌɛntˈfɛʁntfɔnˈjeːnəmˌɔʁt] [ʊntˈɪmɐˌhøːʁɪçsˈʁaʊ̯ʃən] [duːˈfɛndəstˈʁuːəˌdɔʁt]      | Maintenant pour longtemps Je suis bien loin de là, Mais j'entends son bruissement / je l'entends murmurer : Tu aurais le repos ! |

rauschen : bruire, murmurer ; substantif : bruissement, murmure

### Métrique et forme
Le poème suit rigoureusement le modèle formel déjà connu à l'époque de Müller : strophes en quatrains, avec une assonance terminale alternativement à deux et une syllabe ; dans chaque quatrain, le deuxième et le quatrième vers riment. Un tempo de marche rythme l'ensemble : des iambes, avec trois accents par vers (voir transcription API).
Cette forme est connue en littérature allemande sous le nom de « strophe populaire ». Cependant les chants populaires ne se plient pas à une forme définie ; c'est ainsi que l'on trouve par exemple dans le recueil connu de chants populaires « Des Knaben Wunderhorn (Le Cor merveilleux de l’enfant – ou – La corne d'abondance du garçon) » une grande variété de mètres, de schémas de rimes et de formes de strophes. Cette forme de strophe populaire, chez les romantiques a été considérée comme une forme poétique musicale, chantante, suggérant la simplicité, et pour cela très appréciée et solidement établie. Un exemple en est le poème « L'anneau brisé » d'Eichendorff, précédant de dix ans le Voyage d'hiver, et dont le « début », sonne comme le Tilleul. Mais Müller manie le schéma formel dans ce dernier titre très rigoureusement, en se refusant toute variation.
Presque tous les poèmes du Voyage d'hiver sont construits sur une métrique et une forme analogue. Le critique contemporain Rolf Vollmann (de) remarque ainsi que le flot tranquille des vers ainsi engendré est à peine altéré par les sombres thèmes et atmosphères du Voyage d'hiver. Ce contraste produit des effets très forts, et Vollmann parle même de « terreur ».
Erika von Borries argumente selon les mêmes lignes : le contraste entre le flot tranquille de la parole et son signifié inquiétant donne au cycle de poèmes une expression « effrayante et étonnante ».

### Contexte: le Voyage d'hiver

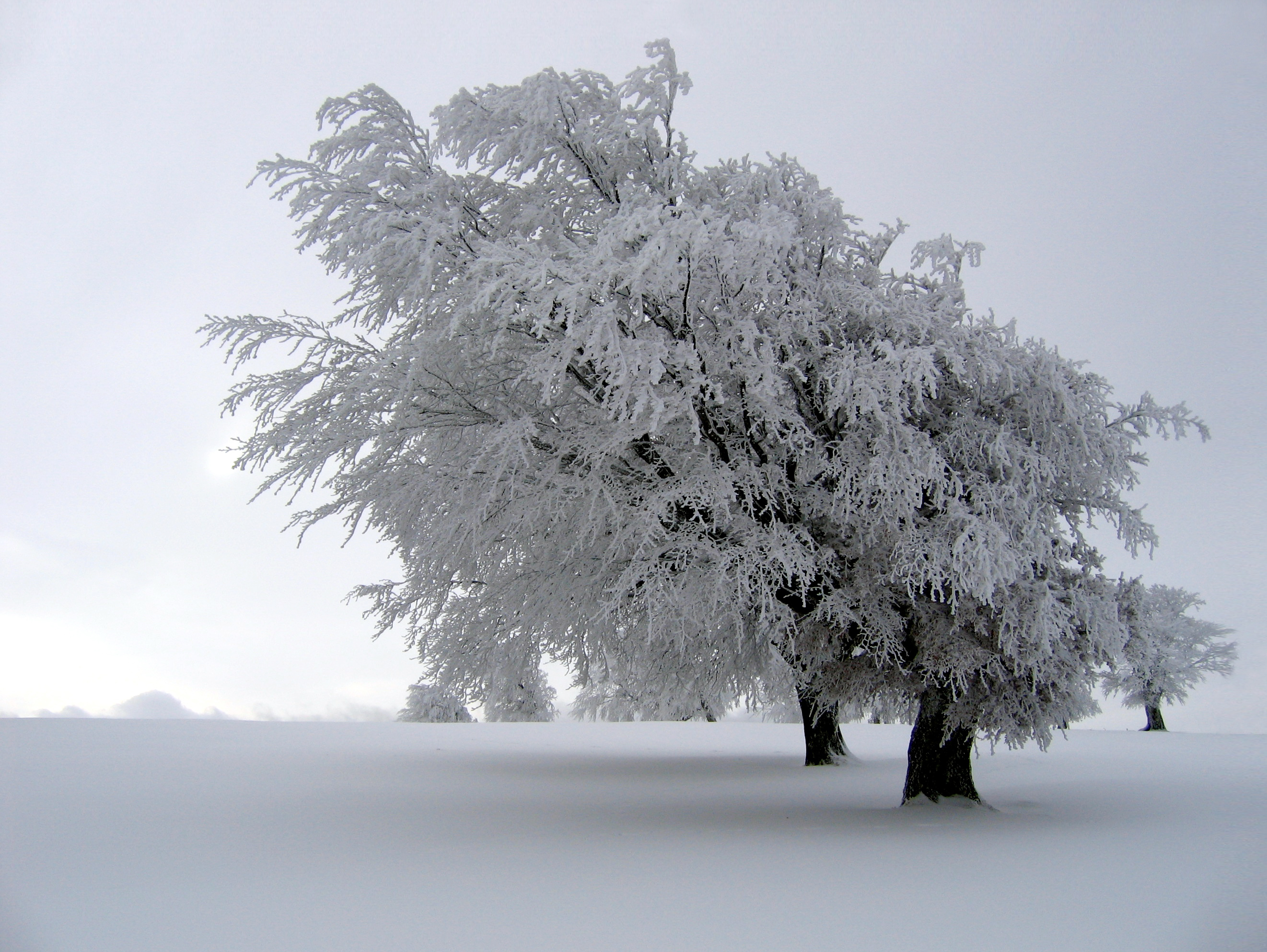
Contexte du lied – Un voyage en hiver

Le Tilleul est un épisode dans une action, de construction assez lâche, selon laquelle les poèmes du cycle de Müller s'ordonnent. Avant son début se trouve l'échec d'une liaison amoureuse de l'acteur, un jeune homme parlant à la première personne. Le premier poème du cycle, « Bonne nuit» décrit la situation de départ : l'acteur quitte dans une nuit d'hiver la maison des parents de sa bien-aimée, et commence une errance solitaire sans but, dont les étapes sont rendues par les poèmes du cycle. Parmi ces étapes figurent des fleuves gelés et des hauteurs rocailleuses enneigées, des villages et des cimetières – et bien sûr le Tilleul.
Le Voyage d'hiver a été décrit comme un drame solitaire, ou aussi comme une suite de « poèmes de rôles, ». À chaque étape, seul l'acteur parle : avec lui-même, ou encore avec la Nature ou avec son propre cœur. Certains motifs contrastés se répètent encore et encore : amour et désespérance suicidaire, paysage d'hiver gelé et flot d'émotions (surtout sous forme de larmes), défi et résignation, mais par-dessus tout, comme instinctive, compulsive, l'errance,.

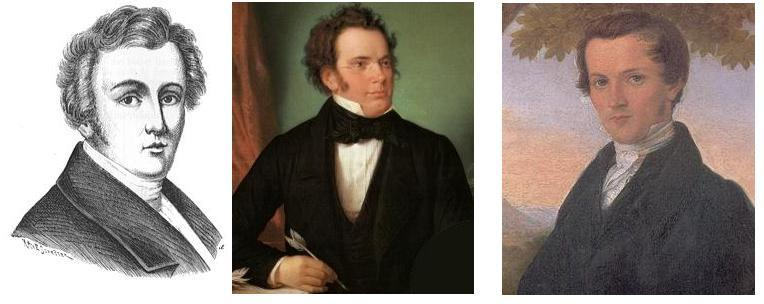
De gauche à droite : Wilhelm Müller, Franz Schubert, et Friedrich Silcher

Dans tout le cycle, les oppositions verbales sont saisissantes (chaudes larmes – neige ; geler – fondre, etc.), tournures propres au chant populaire, peu enclin à donner dans la nuance délicate. Selon Erika von Borries, Müller réussit à transmettre les émois d'un moderne dans le cadre des formes anciennes et à l'effet naïf. Les leitmotifs du Tilleul, le rêve et l'apaisement, apparaissent souvent dans le cycle, avec chaque fois des significations différentes, qui selon Borries sont la représentation poétique d'un monde devenu incertain.
L'ensemble du cycle et le concept d'hiver (voir Germania – Un conte d'hiver de Heine) serait, selon Achim Goeres une métaphore pour la politique de restauration qui suivit le Congrès de Vienne. Comme chez Heine, l'hiver politique s'oppose au « mai ». Le critique musical Harry Goldschmidt (de) décrit ainsi la dimension politique du Voyage d'hiver :
« Le Voyage d'hiver présente, par son inimitable unité du texte et de la musique un des plus émouvants, si ce n'est le plus émouvant témoignage de cet esclavage politique, que Heine avait dénoncé comme la véritable cause de l’ironie romantique et sa douleur de vivre. […] Ce qui le pousse en vérité, et ne le laisse jamais en repos, même dans « l’auberge impitoyable », l'hôtellerie froide de la mort, ce qui finalement l'unit à l'errance du mendiant et du joueur de viole, c'est le quintal de fardeau du destin de tout un chacun en général. »
Le texte de Müller du Voyage d'hiver paraît en 1822 dans le périodique annuel interdit Urania, dont un texte de Müller, déjà, avait été le prétexte pour l'interdiction. Schubert lui-même n'était pas politiquement engagé, mais il avait des liens étroits avec les cercles de l’opposition intellectuelle,,,.
On a essayé par différents moyens de structurer les poèmes du Voyage d'hiver. Par exemple, Norbert Michels part de groupes de quatre poèmes (ici : le Tilleul, « Inondation », « Sur la rivière » et « Regard en arrière »), où le premier poème d'un groupe représente d'après lui une innovation, un nouvel aspect psychique, ou une nouvelle espérance du sujet.

### Construction
À partir de la structure temporelle du poème, on peut distinguer clairement trois parties : les deux premières strophes sont en partie intemporelles, en partie connectées à un passé très lointain. Ce n'est qu'à la troisième strophe que l’acteur prend part au Voyage d'hiver : il commence à raconter un événement récent : il est passé (ce jour) devant le tilleul. La sixième strophe contient un regard en arrière de l'acteur, qui se tient dans le présent de la diégèse (Maintenant).
Les deux premiers vers apportent avec la fontaine, le portail et le tilleul les éléments classiques d'un « endroit aimable », un locus amoenus. S'ensuit une série d'images très convenues (joyeux songes, mot doux, joie et peine), à la limite du cliché, et qui évoquent un temps heureux, passé en ce lieu. C'est précisément cette partie du lied qui est reproduite si volontiers en images, par exemple sur des cartes postales. Par comparaison avec les autres images de la nature dans le Voyage d'hiver, dominés par les rochers, la glace et la neige, l'ensemble fontaine/portail/tilleul joue un rôle d'oasis idyllique.
Avec la troisième strophe, on change brutalement, non seulement de perspective temporelle, mais aussi d'atmosphère. L'idylle statique est bousculée par le mouvement incessant et compulsif de l’acteur qui le fait passer devant le tilleul. Bien qu'une « nuit close » règne, le voyageur évite le contact visuel : il ne veut ou ne peut pas regarderEt pourtant l'attirance magnétique qui a été évoquée plus haut (« Et la joie et la peine m'ont attiré vers lui ») se concrétise sous la forme d'un autre sens : l'ouïe. Le voyageur entend le sifflement de ses rameaux dépouillés comme un appel et une promesse. Cornelia Wittkop souligne les sombres voyelles [u] (zu, Ruh), qui soulignent cette promesse de délivrance – et le contraste avec les voyelles claires [i], [a] de la strophe suivante qui marquent clairement la différence (kalten, grad, Angesicht, Winde, bliesen). Cette cinquième strophe décrit une action consciente du sujet : il résiste à la tentation de l’appel de l’arbre : cette décision est contenue dans un seul vers, le quatrième, alors que les unités de sens sont en général contenues dans deux vers. L'acteur se décite à continuer son errance sans abri (sans chapeau), et expose son visage au froid et au tumulte du vent.
Le passage à la sixième strophe marque à nouveau un changement marqué d'atmosphère. L'action change de temps : l'acteur se souvient et raconte, mais le début du poème est devenu du passé lointain (« pour longtemps ») et le présent intemporel de « je l’entends » souligne cet éloignement, de même que le conditionnel inaccessible (« Tu aurais »). Cette strophe amplifie l'irréversible de la distance (« Je quitte ce lieu là »).

### Interprétations formelles et symboliques du texte
Le texte de Müller, aussi bien que les mises en forme musicales de ce texte ont engendré des études d'interprétation philologiques et musicologiques des créations de Müller, Schubert et Silcher, mais aussi, dans le domaine plus vaste comprenant la sociologie de la musique, l'histoire, la germanistique et la psychologie.
Le cycle de Müller peut s'interpréter différemment selon que l'on le considère par son utilisation des tournures verbales, ou par des cadres de signification plus vastes : individuelle, de psychologie générale, ou historico-politique. Ces diverses possibilités concernent également l'étude du Tilleul, avec ses métaphores et ses aspects formels.

### Symbolisme
Les concepts les plus frappants du poème de Müller, auxquels on a déjà attribué précédemment dans la vie courante et dans la littérature une signification symbolique sont :
- La fontaine
- Le tilleul
- L’errance
- Le chapeau

Ces symboles conservent dans le poème de Müller, comme dans la mise en musique de Schubert leur accent ambivalent, souvent depuis longtemps.
La fontaine
La fontaine est un symbole ambivalent, largement utilisé depuis longtemps dans la littérature ou le conte. Il peut évoquer une ambivalence entre la vie et le danger mortel. Le mot allemand désigne jusqu'aux temps actuels aussi bien la source naturelle, avec son eau ruisselante, la source captée, ou le puits creusé. Il contient d'une part les côtés vivifiants de la source, « eau de la vie éternelle », symbole de croissance et de rénovation (fontaine de jouvence), et représente en outre un point de rencontre social. C'est aussi un symbole de l’amour, de la cour d'amour et du mariage. D'autre part, il incorpore, en raison de sa profondeur parfois insondable, l'accès aux couches cachées, créatrices ou destructives, de l’âme.
Le tilleul
Le tilleul possède une signification spéciale dans le symbolisme et les métaphores de l'arbre. À l'époque de Müller, le tilleul est considéré comme arbre de l’amour, lieu de rendez-vous galant, symbole d'une nature douce et bienfaitrice, motif bien établi dans la littérature et la musique allemandes, qui s'est transmis depuis le « Sous le tilleul » de Walther von der Vogelweide, ou le chant populaire du XVIe siècle « Il y a un tilleul dans cette vallée ». Il représente par ailleurs la maternité, la fécondité, la sécurité, l'harmonie et la protection, la danse et la fête. Voir à ce sujet l'interprétation par Carl Gustav Jung du tilleul comme « arbre des amoureux et de la maternité ». Cependant, le tilleul était aussi le siège du tribunal médiéval local, le lieu de juridiction vieux-germain (Thing), l'image de la communauté, du jugement et de l'exécution, endroit préféré pour les suicides. Le texte de Müller fait jouer le contraste entre le symbole de la communauté, et la solitude du voyageur.
En même temps, le tilleul représentait, avec le chêne, l'arbre symbolisant l'Allemagne, spécialement pendant la période romantique. L'ensemble des deux premiers vers du poème de Müller ressurgit toujours dans les années vers 1800 comme le lieu de l’idylle, comme chez Goethe : dans Hermann et Dorothée, les amants se retrouvent « hors du village », « à l'ombre convenablement sombre du noble tilleul » ; ou dans Les Souffrances du jeune Werther, il y a « une fontaine juste à l'entrée du village », le lieu de la vie sociale et l'image du paradis, et, tout à côté, une auberge sous deux tilleuls. Les deux premiers vers du Tilleul paraissent comme une image encadrée – un tableau intemporel et bien connu de l'idylle.
Par la suite, ce « tilleul de la fontaine » promettra au voyageur la délivrance de son errance, le repos. Mais dans le contexte du thème tragique du Voyage d'hiver, avec ses nombreux symboles de la mort, ce repos prend la connotation du repos éternel, de l'attirance vers une fin de l'errance de la vie par le suicide. À la réception de l'œuvre, cette interprétation aisée a été proposée de nombreuses fois. Un exemple remarquable en est La Montagne magique de Thomas Mann. Le récitant y répond à la question de l’essence du monde qui se cache derrière le tilleul :
« C'était la mort … Et pourtant c'était la mort qui se cachait derrière ce splendide objet … À l'origine, cela ne tendait pas à être de la sympathie avec la mort, mais quelque chose de plein de vie populaire ; cependant la sympathie spirituelle était une sympathie avec la mort – dès le début une pure dévotion, une pénétration que l'on ne pouvait en rien contester, mais qui engendrait les fruits de l'obscurité,. »
Le héros de la Montagne magique, Hans Castorp, et son destin, se perdent dans les batailles de la première Guerre mondiale et il a sur les lèvres précisément ce passage du lied, dans lequel le tilleul exprime son attraction pour la première fois : « Et ses rameaux sifflaient Comme s'ils m'appelaient ». Les critiques littéraires ont aussi souligné à maintes reprises le rapport entre le symbole du tilleul dans le poème de Müller avec la mort. L'acteur ressent l’attirance magnétique de la mort, jusqu'à la dernière strophe ; cependant il lui résiste : il « ne l’a pas cherché », et reste à son errance compulsive, dans la neige, la glace et les vents froids. Plus tard, Heinrich Heine a encore précisément décrit ce personnage, son refus de l'image nostalgique du tilleul romantique, et sa décision de se tourner vers l'hiver contemporain, dans un poème évidemment clairement ironique :
| Les fleurs de tilleul ivres de lune Ont répandu leurs parfums Et les chants du rossignol Remplissent les arbres et l’air . . | Ah, je voudrais bien, aimée Te dire que je voudrais Qu'un froid Borée soudain Enneige en blanc tourbillon, | Et que vêtus de fourrure Sur des traineaux colorés Carillonnant, claquant le fouet Nous glissions sur lacs et prés. |
| Heinrich Heine, Neue Gedichte. Neuer Frühling (No 31), 1844                                                                  | | |

Tilleul et fontaine
L'association typique du tilleul avec la fontaine est un motif présent bien avant le XIXe siècle pour signifier le cœur d'une agglomération, le point de rencontre social pendant la corvée d'eau, le lieu des palabres du soir, mais aussi le siège des discussions politiques.
Le lien entre la fontaine et le tilleul est aussi un motif bien connu dans les contes. Par exemple, dans le conte de Grimm « La Fille du Roi et la Grenouille », il est raconté « Non loin du château du roi, il y avait une grande et sombre forêt et, dans la forêt, sous un vieux tilleul, une fontaine. Un jour qu'il faisait très chaud, la royale enfant partit dans le bois, et s'assit au bord de la source fraîche, ».
L'errance

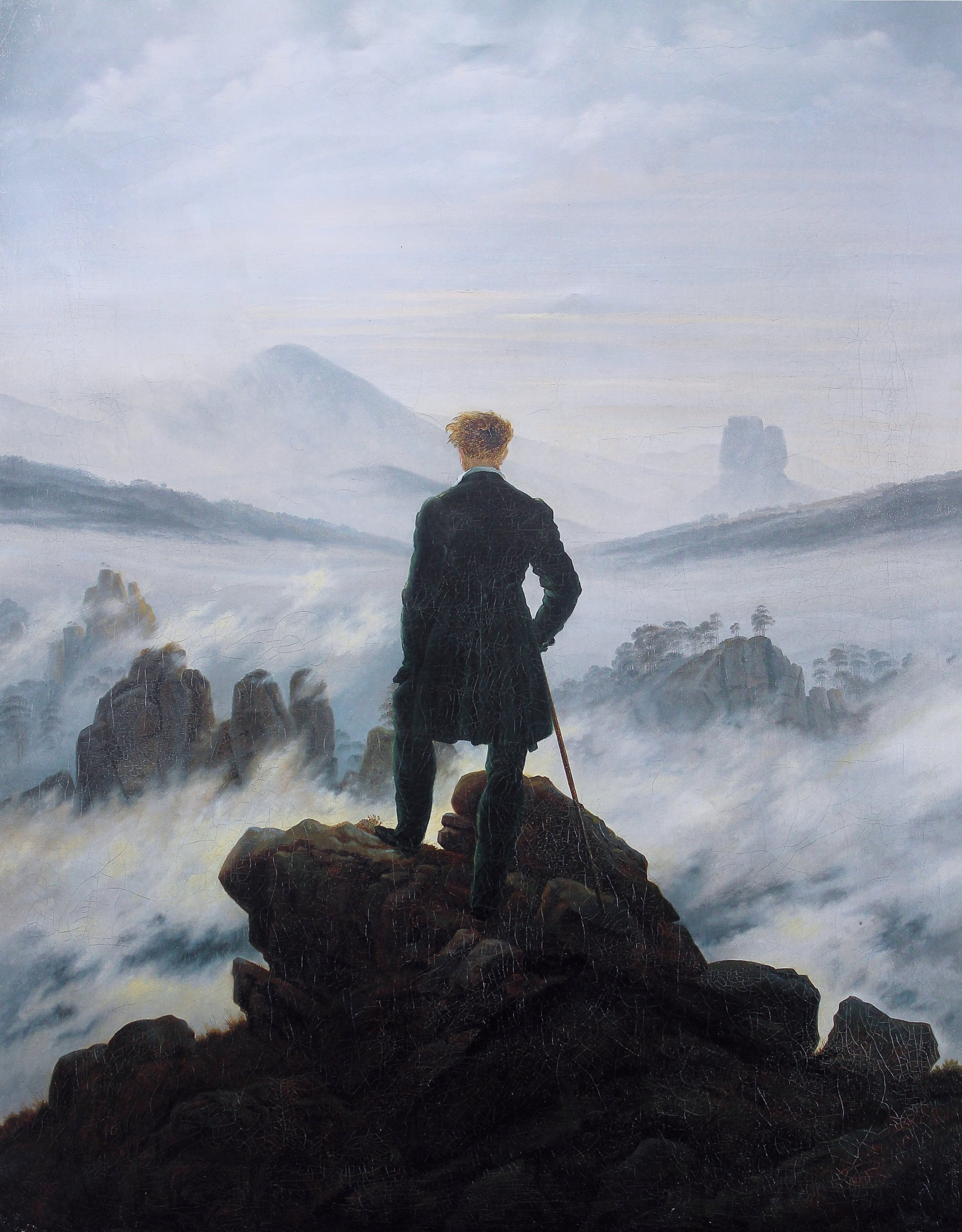
Représentation picturale de l'errance dans le romantisme. « Le Voyageur au-dessus de la mer de brumes » de Caspar David Friedrich (1818)

Le mot allemand utilisé souvent dans le poème de Müller est Wandern. Il a actuellement trois équivalents français bien distincts : le tour du compagnon apprenti, la randonnée, ou l'errance sans but. L'errance est une partie de la prise de conscience humaine. Le romantisme a créé au XIXe siècle ce motif de l'errance, de voyage sans but. Par là, il caractérisait le regard sur les réalités extérieures et sociologiques comme une vue sur le moi intérieur, personnel. Le symbole de l’errance est souvent rencontré dans l'œuvre de Schubert, par exemple dans le lied « Le voyageur » et la Fantaisie Wanderer, fantaisie pour piano sur le thème du précédent. La symbolique du voyage représentait le caractère spécifique du voyage humain à travers la vie, y compris les dangers, les échecs et la mort. Dans le Voyage d'hiver, la « compulsion à errer » devient une représentation de la nécessité, qui débouche, loin des rapports humains, sur les hallucinations et la mort. Le voyageur de Schubert n'a en ce sens rien à voir avec l'apprenti artisan qui gagne en expérience et en maturité pendant son tour de compagnonnage, ni avec le sportif randonneur au sens moderne.
Le chapeau
Le chapeau peut être considéré comme un symbole du statut psychologique, du pouvoir de son porteur, et qui en indique la protection. Inversement, sa perte représente un indice de la position sociale. Une autre occurrence poétiquee de ce symbolisme se trouve dans le poème de Jakob van Hoddis avec le titre suggestif de « Fin du monde », et qui commence par un vers très voisin : « Le chapeau s'envole de la tête pointue du bourgeois ». La perte du chapeau à la sortie de la ville dans le Voyage d'hiver peut être considéré comme « ressemblant à un citoyen qui abandonne sa citoyenneté, ».
D'après C. J. Jung la perte du chapeau peut aussi symboliser la perte de sa propre ombre. Le port du chapeau (voir Friedrich Hecker) était, après les guerres napoléoniennes, le signe de ralliement des positions citoyennes démocratiques, alors révolutionnaires.

## Le lied de Schubert

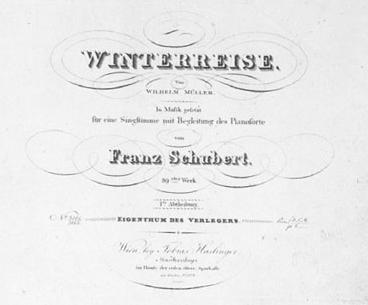
Couverture de la première édition de la première partie (Janvier 1828)

L'art du lied de Schubert a été influencé par l'école souabe d'Allemagne du sud, par l'école de musique de Berlin, ainsi que par certains exemples comme Beethoven (Adelaide, op. 46, À la Bien-aimée lointaine, op. 98) ou aussi par les « Canzonettes anglaises » de Haydn ou le lied « La violette, KV476 » de Mozart. Néanmoins, sa manière d'émanciper l'accompagnement – par des thèmes propres, des formes d'accompagnement et des relations multiples – forment alors une nouveauté complète dans le genre du lied.
Le Tilleul, mis en musique pour voix d'homme aiguë avec accompagnement de piano est le no 5 du cycle de lieder de Franz Schubert Winterreise (DV 911-5).
Ce lied a été présenté pour la première fois dans le cercle des amis de Schubert. Joseph von Spaun a rapporté que Schubert était venu un jour chez lui et lui avait dit : « Viens aujourd'hui chez Schober, je vais vous chanter un cycle de lieder terribles. »
Le cycle dont il est question ici est seulement la première moitié du Winterreise, que Schubert a composé au début de 1827, et qu'il produisait déjà en février 1827 devant ses amis.

## Position dans le cycle
Au début de 1827, Schubert met en musique les 12 premiers poèmes de Müller, et ce n'est qu'en automne qu'il trouve le cycle de Müller agrandi à 24 poèmes. Mais Müller n'aligne point les 12 poèmes supplémentaires à la suite des premiers, mais les mélange. Par contre, Schubert garde la suite initiale des douze premiers lieder de Müller – que ce soit en raison de son processus de création, ou à cause de ses propres intentions sur le jeu de la musique et du texte,. Ce changement de position du Tilleul dans le cycle provoque un changement de signification. Tandis que dans la version intégrale de 1824 de Müller, le Tilleul est suivi par La Poste, d'inspiration encore fondamentalement positive, dans la version de Schubert, il est suivi par le titre bien plus questionnant/résigné, Inondation. On ne peut formuler que des hypothèses sur les motifs de Müller pour ce changement de positions.

## L'arrangement de Silcher
Le succès du morceau est avant tout dû à la recomposition par Friedrich Silcher. Sur la base de la mise en musique par Schubert de la première strophe, il a réarrangé le Tilleul en 1846 pour quatre voix d'homme a cappella. Avant tout, cette construction est celle qui a transformé le lied en lied populaire, et est responsable de son immense popularité, parce qu'elle a été imprimée dans de nombreux livres d'école et de chant. Arnold Feil commente les façons courantes d'entendre le Tilleul :
« 
Nous entendons à peine la mélodie de Schubert comme la musique du texte, qui n'a besoin d'aucune harmonie ou accompagnement, nous l'entendons bien plus comme le chant d'un chœur d'hommes à quatre voix, qui nous paraît dans l'ensemble le chant populaire.  »
Le travail de Silcher se trouve pour la première fois dans le cahier VIII de ses « Chants populaires, réunis et arrangés pour quatre voix d'homme », son travail majeur, qui est paru en 12 cahiers de 1826 à 1860. Comme pour tous les arrangements de Silcher, il apparaît là comme une œuvre isolée, hors du contexte du Voyage d'hiver, le titre même du Tilleul a disparu.
Le fait que Silcher ait été conscient de ces simplifications dans le sens d'une utilisation en musique populaire est attesté par la citation « Réarrangé en mélodie populaire à partir de 
Franz Schubert par F. S. ».

## Comparaisons musicales
Les analyses orientées principalement sur la musique se concentrent en gros sur les deux questions suivantes :
- Dans quelle mesure Schubert et Silcher ont-ils agi sur le texte de Müller par des moyens musicaux : représentation/déplacement, éventuellement extension, approfondissement, aplanissement ou élargissement ?
- Par quels indices les versions de Schubert et de Silcher diffèrent-elles, voire se contredisent-elles sur le plan de l’intention et de l’expression ?

### Comparaison des versions de Silcher et de Schubert
Les versions de Schubert et de Silcher présentent des différences variées, sur les plans formel, mélodique, harmonique et rythmique. La forme de l’accompagnement est différente (et tout d'abord par l'instrumentation différente : piano et chant pour l'un par opposition au chœur pour l’autre). Tous ces aspects concourent à donner une interprétation musicale tout à fait différente, et parfois diamétralement opposée, d'un modèle textuel identique.

### Extraction de l’ensemble du cycle
Déjà le processus d'extraction d'un seul lied parmi un cycle prévu par le compositeur comme un ensemble provoque, presque infailliblement, une perte ou un changement de la manière d'entendre le morceau, et de l'interprétation de son contenu. Les rapports entre thèmes et les allusions aux titres précédents et suivants sont ainsi la plupart du temps perdus, de même que les rapports de tonalité et les ornements rythmiques typiques. Clemens Kühn écrit à ce sujet :
«  Dans un tel cycle, chacun des lieder se trouve dans un environnement bien précis, dont il ne peut être séparé sans quelque perte. […] Le fait que les deuxième et troisième strophes débutent dans des tonalités différentes […] rend différentes leurs mélodies pourtant identiques. »

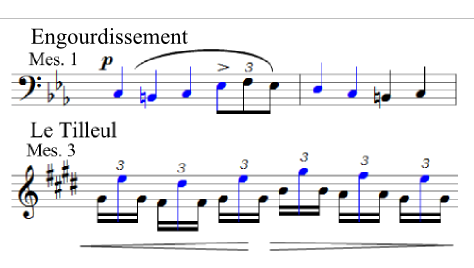
Thèmes du "Tilleul", et de "Engourdissement" (en bleu).

Ainsi, le contraste tonal du Tilleul, pris entre deux morceaux en mineur (Le mi majeur du « Tilleul » est pris entre le do mineur de « Engourdissement » et le mi mineur « d’Inondation ») est complètement perdu dans une présentation isolée de ce lied (comme dans la version de Silcher).
La position particulière du Tilleul, qui marque une incurvation dans le cycle, d'un monde glacé (3 : "Larmes gelées", 4 : "Engourdissement") à une neige fondue (6 : "Inondation", 7 : "Sur la rivière"), disparaît dans la version de Silcher, autant que la forme particulièrement contrastée et fortement stylisée d'un chant populaire au milieu d'un cycle de chants artistiques. La première apparition d'un lied en majeur, qui, selon Peter Gülke, brise pour la première fois la « malédiction du mineur » et déclenche presque, par le rapport avec le do majeur qui arrive, un choc « super-majeur ».

Le contraste immanent au cycle entre l'atmosphère majoritairement mélancolique du Voyage d'hiver et les quelques titres un peu plus clairs ou positifs, tels que le Tilleul, Rêve de printemps, ou la Poste, est formulé comme suit par le compositeur et musicologue Hans Gál : 
« C'est un abîme d'autoflagellation, qui suscite presque un sentiment de honte. Dans les vers, ici ou là, on ne peut ignorer le sous-entendu d'ironie tragique. Dans la musique, il en ressort un désespoir sans fard […] Admirons comment les quelques épisodes plus sereins sont sagement distribués, comme "le Tilleul", "Rêve de printemps", "la Poste", et comment ces instants sont émouvants, ceux où la volonté de survie du mélancolique croit encore à la possibilité de trouver des consolations. »
De même, les préludes et les échos des thèmes du Tilleul, ainsi que la reprise des ornements rythmiques typiques de ce morceau dans le contexte du cycle, ne peuvent évidemment pas trouver place dans un lied isolé comme celui de Silcher.
Une différence élémentaire, sans doute due aux exigences d'un chant populaire chantable, est l'élimination chez Silcher de la courte partie du milieu, dramatique, de la version de Schubert (mesures de 53 à 65 : "Les vents froids me soufflaient … ")

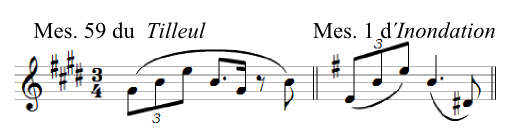
Rapports de thèmes (arpèges en triolets) entre le Tilleul et Inondation

La perte musicale des rapports globaux dus à limitation des thèmes à un seul titre est claire, spécialement pour le Tilleul dans l'exemple suivant. Dans le lied "Engourdissement", l'intervalle de seconde à la main gauche, suivie d'un saut de tierce vers le haut puis d'une seconde vers le bas (mesures 1, 44, 65, 69 et 103) correspond par anticipation à ce que l'on trouve dans le chant de l’accompagnement du Tilleul aux mesures 1, 3, 25, 27, et au centre (44, 47, 49 et 50). Un autre exemple, chronologiquement inversé dans la suite des lieder est le thème des arpèges en triolets des mesures 59 à 66 du Tilleul, qui est repris à la mesure 1 d'Inondation.

### Différences mélodiques

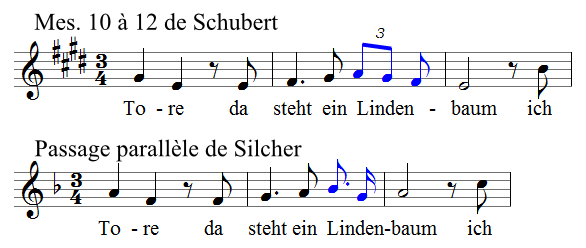
les différences de mélodie entre Schubert et Silcher sont marquées en bleu

Les mélodies de Schubert et de Silcher sont identiques à 90 %. Cependant ce sont les 10 % restants différents, qui sont décisifs pour la compréhension des deux versions sous leur aspect harmonique et formel, et ils se situent parfois à des points saillants centraux du point de vue harmonique.
La première différence se constate à la mesure 11 de Schubert. Schubert et Silcher commencent la mesure de la même manière avec une noire pointée suivie d'une croche. Alors que Schubert fait suivre ces deux notes par un triolet descendant de croches par intervalles de secondes (la, sol#, fa#), la version de Silcher fait entendre une croche pointée suivie d'une double croche, à l’invervalle de la tierce (si, sol). La syllabe suivante « Baum » arrive après une nouvelle seconde descendante, tandis qu'elle est montante chez Silcher. Néanmoins, ce dernier prend à partir de la mesure 15 le modèle de triolets de Schubert.

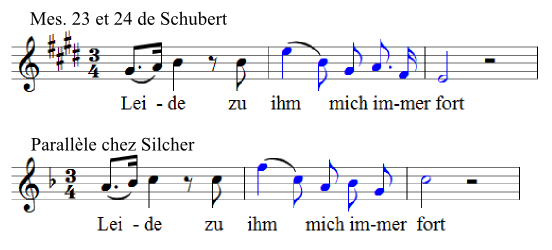
Différences mélodiques et rythmiques entre Schuber et Silcher (indiquées en bleu)

Une autre différence se trouve dans la mesure 23 de Schubert (« … M'ont attiré vers lui »). Schubert utilise ici une suite relativement difficile : noire, croche, croche, croche pointée et double croche, tandis que Silcher simplifie ceci en noire et quatre croches (sans doute en vue d'une plus grande facilité à chanter pour un chœur d'amateurs). En outre, Silcher remplace la seconde descendante (mer – fort : fa# - mi) en une quarte montante (sol - do) et répète ainsi la quarte montante de (zu – ihm : do - fa).

### Différences harmoniques

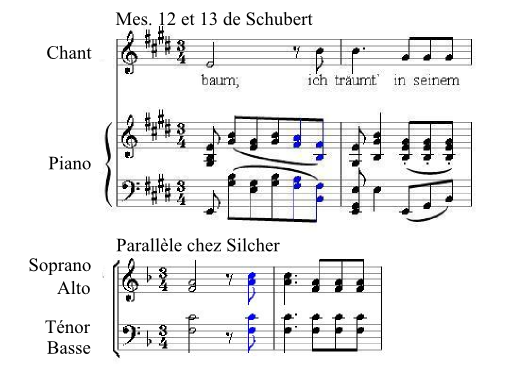
Différences harmoniques entre Schubert et Silcher

De façon statistique, les différences harmoniques entre les deux versions sont peu importantes. Cependant, on ne peut comparer que les deux premières strophes. Les différences s'y trouvent à des points cruciaux du lied en tant que forme musicale : mesures 4 et 8, introduction, conclusion, et donnent souvent au « message musical » une autre signification. Par exemple, prenons la blanche de baum de la mesure 12. Chez Schubert, l'accompagnement se termine sur la tonique en mi majeur, mais passe immédiatement à la dominante, si majeur, sur laquelle se fait l'introduction au vers suivant (ich), avant que la mélodie ne se poursuive de façon identique dans les deux versions. Silcher, par contre, termine aussi baum sur la tonique (ici fa majeur), mais ne module pas, et reste sur la tonique pour l’introduction au vers suivant.

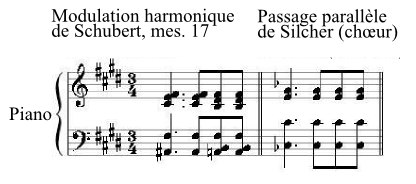
Différences harmoniquqes entre Schubert (mesure 17) et Silcher

En obéissant aux lois harmoniques du « canon classique » pour l’introduction et la coda, Silcher se met en opposition avec la forme ici plutôt non conventionnelle de Schubert, qui, selon Peter Rummenhöller, crée une « expression de repos, de tranquillité, de laisser-aller et d'enchantement » multiple.
Les simplifications harmoniques de Silcher peuvent être observées à de nombreux endroits. Par exemple, dans la mesure 17 de Schubert, sous une hauteur mélodique constante, l'accompagnement change d'harmonie, tandis que Silcher garde tout simplement le même accord entre les quatre voix.

### Différences formelles, rythmiques et instrumentales
La différence fondamentale est que Silcher commence toutes les strophes par le même motif musical, celui de l'instrumentation de Schubert.
Les six strophes du texte sont regroupées sur le plan musical en quatre parties :
- I : strophes 1 et 2 ;
- II : strophes 3 et 4 ;
- III : strophe 5, sous la forme d'un interlude contrastant ;
- IV : strophe 6[41]. Il façonne les différentes strophes de façon différente, presque sous tous les aspects (rythmique, harmonique, instrumental, dynamique). La version de Schubert correspond ainsi au type du lied à strophes variées, tandis que celle de Silcher présente un lied à strophes simples[42],[43]. Harry Goldschmidt (de) voit même dans ce lied un alliage des principes du lied à strophes variées et de la forme sonate[41].

En outre, il manque chez Silcher les préludes en triolets de doubles croches (mesures 1 à 8 chez Schubert), les interludes (par exemple, de la mesure 25 à 28), et l'épilogue (six dernières mesures de Schubert).
Une autre différence importante est l'introduction par Schubert (mesures 45 à 58) d'une expression très différente sur le plan des paroles et de la musique : "Les vents froids me soufflaient À travers le visage …". Du point de vue purement mélodique, cette partie n'a pas grand chose à voir avec le lied dans son ensemble. On ne peut l'interpréter que comme un prolongement du mouvement en triolets de doubles croches de l'introduction et du premier interlude (mesures 25 à 28). Mais il faut considérer qu'elle avait été anticipée par Schubert par l’accompagnement en triolets de doubles croches dans la strophe 2, et qu'elle sera reprise plus loin.
Partie I
L'accompagnement de la première strophe chez Schubert et Silcher est presque identique. Chez les deux, l'accompagnement est fondamentalement basé sur des accords de quinte (rarement de septième), rythmiquement parallèles au chant, dans la mesure des possibilités de l'instrument.
Cependant, il existe des différences de détail. Il est difficile de décider si elles sont dues aux exigences instrumentales différentes, comme la plus grande mobilité possible sur le piano, comparée au chœur d'amateurs prévu par Silcher, ou par d'autres intentions de Silcher.
Tandis que déjà à la deuxième mesure Schubert accompagne les trois croches de « nen – vor – dem » par une basse montante « tonique – tierce – dominante », Silcher fait répéter à la basse trois fois la tonique fa. Schubert utilise à la mesure 3 des noires accompagnant un chant en blanches, et prépare ainsi la contrepartie des croches qui suivent dans l'accompagnement de la mesure 4. Chez Silcher, les quatre voix suivent exactement le même rythme. Tandis que dans la mesure 5, Silcher reste inflexible sur le plan harmonique, avec une blanche et un soupir, Schubert introduit une parenthèse en tierces sur le piano. Dans la mesure 10, on observe le processus déjà connu : la version de Schubert diffère de celle de Silcher sur le plan du rythme et de la technique instrumentale, mais cette fois de façon inverse : alors que l'accompagnement de Schubert se déroule presque identiquement au chant sur le plan rythmique, Silcher introduit pour les deux voix basses (basse et ténor) une version compliquée – et pas facile pour un chœur – avec croche pointée, double croche, noire pointée et croche, tandis que les voix hautes (soprano et alto) ont une noire pointée et trois croches. Cependant, Schubert y fait dans sa version plus simple rythmiquement une modulation harmonique, tandis que Silcher garde la même harmonie.
Partie II

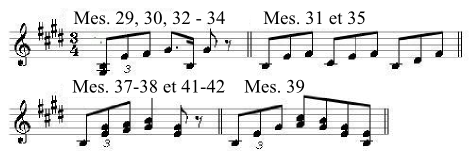
Diverses formes d'accompagnement de la main droite de la deuxième strophe de Schubert (la gauche est presque identique).

Dans cette partie, les différences entre les deux versions s'entendent à la première écoute, sans analyse théorique. Schubert fait entendre surtout des triolets, tandis que Silcher répète la strophe 1.
Schubert donne un accompagnement assez riche en changements. Un rythme entièrement fait de triolets s'échange avec triolets et croches, ou triolets et croches et noires, ou triolets et croche pointée, double croche. Un élément permanent est cependant le triolet.
Une différence décisive est que la première partie de la deuxième strophe (mesures 28 à 36) est en mi mineur, au lieu du mi majeur de la première. Ce n'est qu'ensuite, à la mesure 27 qu'il revient au mi majeur habituel. Le présent est accompagné en mineur, tandis que le passé l'est en majeur. Même la promesse du « Pour trouver le repos ! » (qui s'interprète comme une invitation au suicide) est formulée en majeur.
Clemens Kühn propose la possibilité d'une interprétation extra-musicale selon laquelle les triolets seraient ici les « symboles agités de l’errance » par contraste avec « l'existence stable » de la première strophe, et la stabilité tonale des strophes décline avec chaque strophe.
Partie III

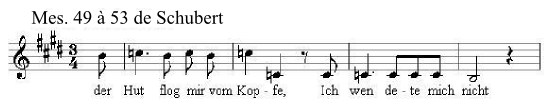
Autre mélodie (sans accords) dans l’interlude

L'interlude de Schubert est traité moins comme un chant que comme un récitatif dramatique. Bien que certaines réminiscences d'intervalles soient conservées de la mélodie originale, la mélodie du chant est souvent réduite à des répétitions déclamatoires, ou à des sauts n'ayant rien à voir avec le chant, comme celui d'une octave sur le mot « Kopfe ». La main gauche hectique du début et du milieu, consistant uniquement en triolets dans les basses, et reléguée à do, puis à si, renforce encore cette impression. Cette partie peut aussi être considérée comme variation et développement en même temps.
Partie IV

Dans la troisième strophe, Schubert combine des éléments des strophes précédentes. Il garde le majeur de la première strophe, et évite le mineur de la deuxième. Il conserve l'accompagnement rythmiquement varié, surtout à base de triolets. Mais la sonorité basée sur les deux premières strophes n'entraîne pas le même tissu musical. Clemens Kühn écrit à ce sujet :
«  Quand la mélodie du début revient (Nun bin ich manche Stunde), le chant est "autre", comme la partie de piano qui intègre les triolets, ne reste pas pareille. Ce qui était chanté au début de façon éloignée, mais par le fait du souvenir, comme réel et vivant, finit par se dévoiler comme fragile et illusoire (du fändest Ruhe dort!)  »
En général, ce n'est pas rare, comme chez Schumann, Brahms ou Grieg, que les diverses strophes des lieder soient variées, en fonction de l'intention musicale.

### Critique de la version de Silcher
Silcher est fréquemment blâmé pour « l'évidence du déraisonnable avec lequel il isole une strophe de chant populaire de son contexte, presque comme s'il sortait un tableau de son cadre », et mettait ainsi de côté « l'encadrement du Tilleul ». Sa mise en musique est évaluée par exemple comme la « réduction à une seule dimension, le nivellement » de l'interprétation du texte à beaucoup de niveaux de la version de Schubert. Peter Rummenhöller décrit la composition de Silcher comme « compréhensible, populaire, mais malheureusement inéluctablement triviale ». Frieder Reininghaus constate que du lied de Schubert, bien qu'il traite de « vie et de mort », la version de Silcher fait « une idylle de week-end de petit bourgeois réactionnaire de petite ville ». Il perdrait par là « l'ironie à double fond » de Müller et Schubert. Elmar Bozzetti critique que l'utopie du Tilleul, qui se reconnait par la forme variée de Schubert, devienne, par la forme rigide et simplifiée chez Silcher une « apparence de vérité louis-philipparde, sans rapport avec la réalité ».
Clemens Kühn défend l'opinion que la version de Silcher, avec sa « mélodie toujours la même » ne perçoit pas « l'attaque dans un ton différent de la deuxième et de la troisième strophe », que l'on peut noter chez Schubert. Par ce « beau lissage sans risque », le lied perd chez Silcher « cette profondeur qu'il possède dans l'original ».
Par contre, Joseph Müller-Blattau souligne pour le reconnaitre, que Silcher a distillé à partir des strophes variées de Schubert, la « mélodie de base » hors des variations de Schubert.

## Histoire de l'influence
Le lied de Schubert, et l'ensemble du cycle ont inspiré des compositeurs classiques ultérieurs. Par exemple, les « Chants d'un compagnon errant » de Gustav Mahler sont clairement influencés aussi bien par l'intention des paroles que dans les détails de composition par le Voyage d'hiver, et en particulier du Tilleul (voir le quatrième lied de Mahler : « Sur la route, il y avait un tilleul, et là je me suis reposé pour la première fois dans mon sommeil …, »). Il existe aussi une instrumentation du Voyage d'hiver par Anton Webern.

Dans beaucoup de mises en musique, le Tilleul est devenu un composant favori du répertoire des associations musicales. À cette occasion, le caractère ambigu du lied est souvent effacé par une romantisation qui le rend inoffensif. Dans l'opérette Das Dreimäderlhaus, inaugurée en 1916, Schubert, pour faire sa déclaration d'amour à sa bien-aimée Hannerl, fait chanter le lied du Tilleul à son ami Franz von Schober.
Le Tilleul joue un rôle de leitmotiv dans le roman La Montagne magique de Thomas Mann. Dans le chapitre « Plénitude du son plein », le héros Hans Castorp plein d'abandon se joue le lied sur un disque de phonographe. Dans le dernier chapitre, « Le coup de tonnerre », il part à la guerre avec le lied aux lèvres ; le Tilleul devient un symbole de ses années insouciantes au sanatorium Berghof. Le lied est aussi cité de façon implicite dans Le Docteur Faustus du même Thomas Mann.
Am Brunnen vor dem Tore est aussi le titre d'un film policier régionaliste produit en 1952 par Kurt Ulrich, avec Sonja Ziemann et Heli Finkenzeller, et où une auberge tient son nom du titre du lied.
Outre les compositeurs, on compte au XXe siècle des auteurs, des dramaturges, et des artistes plastiques, qui se sont inspirés du Voyage d'hiver. Des arrangements modernes en composition proviennent de Hans Zender (pour ténor et petit orchestre), de Reiner Bredemeyer (en), Friedhelm Döhl (en) (quintette à cordes) et Reinhard Febel (de). Hans Zender décrit son interprétation de 1983 explicitement comme une « interprétation composée ». Il essaierait dans ses propres paroles de « traduire dans un langage musical contemporain plus expressif les intentions de Schubert, qui ont été recouvertes par l'histoire de sa réception, les habitudes d'écoute et les pratiques d'exécution ». Par contre, Döhl combine le texte de Müller avec des textes de Georg Trakl, et ses propres convictions socialistes.

## Exécutions et remaniements
Le Tilleul, dans la version de Schubert a été repris et chanté par presque tous les chanteurs de renom du XXe siècle dans tous les registres de voix, des sopranes aux basses. Quelques noms en sont Lotte Lehmann (soprano) ; Brigitte Fassbaender (mezzo-soprano) ; Peter Anders, Ernst Haefliger, René Kollo, Peter Schreier (ténors) ; Olaf Bär, Dietrich Fischer-Dieskau, Thomas Hampson, Hermann Prey (barytons) ; Theo Adam, Hans Hotter (barytons-basses). Les accompagnateurs ont souvent été des pianistes mondialement connus comme Daniel Barenboim, Alfred Brendel, Jörg Demus, Gerald Moore, Murray Perahia, Sviatoslav Richter, Wolfgang Sawallisch ou András Schiff.
D'autres versions, pour chœur, ont été composées par Conradin Kreutzer, Ludwig Erk (de) et Peter Hammersteen, et par Josef Böck. À côté, il existe aussi des versions chorales à trois voix (p. ex. par Stinia Zijderlaan) pour deux sopranes et une alto.
À côté, il existe beaucoup de compositions du lied plus ou moins connues, pour diverses combinaisons instrumenales.
De Franz Liszt nous vient une version pour piano à 2 mains, qui a beaucoup contribué à la popularité du lied et de l'ensemble du cycle. L'album édité par Gustav Lazarus de Schubert-Liszt simplifie du point de vue technique la transcription de Liszt, qui nécessite une grande virtuosité.
En outre, il existe d'innombrables remaniements pour d'autres formations instrumentales. La voix peut y être remplacée par le violoncelle, le trombone, le violon, la clarinette, le basson, ou l'alto, ou encore par des orchestres à cordes, un trio de pianos (Emmy Bettendorf), guitare ou autres formations. Giora Feidman a interprété le titre à la clarinette sur son CD Giora Feidman Trio & Friends – Klez Mundo en 2006.

## Commercialisation et culture pop
Des transcriptions relativement libres dans le domaine de la musique classique populaire, comme celles de Helmut Lotti ou de Nana Mouskouri avec orchestre à cordes complet, ou un accompagnement de cordes soutenant le piano, ne sont pas rares.
Des chanteurs politiquement engagés comme Franz Josef Degenhardt ou Konstantin Wecker, de même que Herman van Veen ou Achim Reichel ont également remanié le lied. Il existe même une transcription par la chanteuse française Mireille Mathieu.

Ce que l'on fait souvent de nos jours avec les versions de Schubert et de Silcher peut être deviné à partir de la citation exemplaire de la brochure publicitaire d'un orchestre à vent : 
« Le Tilleul de Schubert est devenu une expérience sonore très spéciale, pour laquelle les musiciens ont revêtu de tout nouveaux vêtements. Les musiciens démontrent leur brillante technique dans le Tilleul, que ce soit par le Happy Sound typique de James Last, le style Egerländer de son tuba, ou les fantaisies humoristiques de Spike Jones, avec ses sifflements, sa trompette et ses effets de claquement.  »

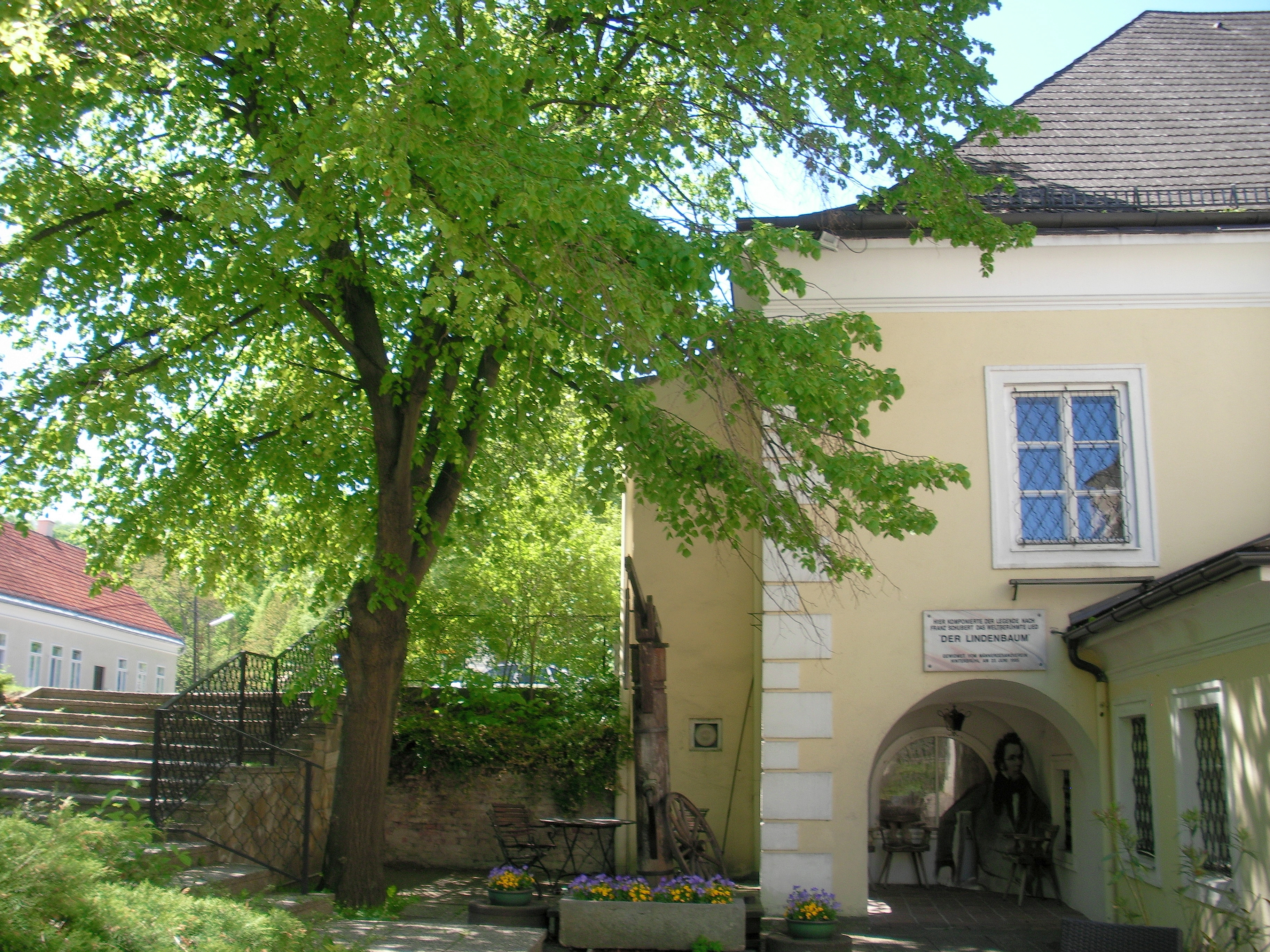
Allusion au lied (dans le cycle Voyage d'hiver), que Franz Schubert aurait composé dans cette "auberge du Moulin Höldrich", à Hinterbrühl près de Vienne.

La petite ville de Hesse du nord, Bad Sooden-Allendorf se vante que Wilhelm Müller ait écrit son poème à la fontaine Zimmer, devant le portique de pierre de la ville, sous un vieux tilleul. Et on y a apposé une stèle avec le texte du lied. Cependant, rien n'indique que Müller ait jamais mis les pieds à Allendorf. L'auberge Höldrichsmühle à Hinterbrühl près de Vienne, à son tour, revendique d'être le lieu de création de la composition de Schubert. Mais il n'y a là non plus aucune sorte d'argumentation.

Dans l'épisode « Le raté » de la série Les Simpson, Bart Simpson rappe ce lied, avec un texte fortement altéré, mais néanmoins reconnaissable :
« Am Brunnen vor dem großen Tor, uff, da steht so ein affengeiler Lindenbaum oh yea, ich träumte in seinem Schatten, so manchen süßen Traum, so manchen süßen Traum unter diesem affengeilen Lindenbaum, oh yea, oh yea. »

## Expressions originales allemandes traduites
1. ↑  Volkslied
2. ↑  Kunstlied
3. 1 2 3  Der Lindenbaum
4. ↑  Die Winterreise
5. ↑  Winterreise
6. ↑  Urania – Taschenbuch auf das Jahr 1823
7. ↑  Wanderlieder von Wilhelm Müller. Die Winterreise. In 12 Liedern
8. ↑  Gedichte aus den hinterlassenen Papieren eines reisenden Waldhornisten
9. ↑  Volksliedstrophe (de)
10. ↑  Das zerbrochene Ringlein
11. ↑  In einem kühlen Grunde/Da geht ein Mühlenrad
12. ↑  Gute Nacht
13. ↑  Rollengedichte
14. ↑  Wasserflut
15. ↑  Auf dem Flusse
16. ↑  Rückblick
17. ↑  Under der linden
18. ↑  Es steht ein Lind in jenem Tal
19. ↑  vor dem Dorfe
20. ↑  von dem würdigen Dunkel erhabener Linden umschattet
21. ↑  gleich vor dem Orte ein Brunnen
22. ↑  Brunnenlinde
23. ↑  Es war der Tod. … Und dennoch stand hinter diesem holden Produkte der Tod. … Es mochte seinem eigenen ursprünglichen Wesen nach nicht Sympathie mit dem Tode, sondern etwas sehr Volkstümlich-Lebensvolles sein, aber die geistige Sympathie damit war Sympathie mit dem Tode, – lautere Frömmigkeit, das Sinnige selbst an ihrem Anfang, das sollte auch nicht aufs leiseste bestritten werden; aber in ihrer Folge lagen Ergebnisse der Finsternis.
24. ↑  Mondscheintrunkne Lindenblüten, /Sie ergießen ihre Düfte /Und von Nachtigallenliedern /Sind erfüllet Laub und Lüfte. / /…/ /Ach, ich will es dir, Geliebte, /Gern bekennen, ach, ich möchte, /Daß ein kalter Nordwind plötzlich /Weißes Schneegestöber brächte; / /Und daß wir, mit Pelz bedecket /Und im buntgeschmückten Schlitten, /Schellenklingelnd, peitschenknallend,/Über Fluß und Fluren glitten.
25. ↑  Nahe bei dem Schlosse des Königs lag ein großer dunkler Wald, und in dem Walde unter einer alten Linde war ein Brunnen: wenn nun der Tag recht heiß war, so ging das Königskind hinaus in den Wald und setzte sich an den Rand des kühlen Brunnens
26. ↑  Der Wanderer über dem Nebelmeer
27. ↑  Der Wanderer
28. ↑  Weltende
29. ↑  Dem Bürger fliegt vom spitzen Kopf der Hut
30. ↑  gleichnishaft für einen Bürger, der das Bürgertum verlässt
31. ↑  Englische Kanzonette
32. ↑  Das Veilchen
33. ↑  … Zu ihm mich immer fort
34. ↑  Lieder eines fahrenden Gesellen
35. ↑  Auf der Straße stand ein Lindenbaum, da hab ich zum ersten Mal im Schlaf geruht…
36. ↑  Fülle des Wohllauts
37. ↑  Der Donnerschlag
38. ↑  Der Versager